# María de Santa Isabel
Sor María de Santa Isabel (Toledo 1613 - Ibidem, diciembre de 1665), cuyo nombre antes de profesar era María Fernández López, fue una poeta española del Siglo de Oro más conocida por su pseudónimo literario Marcia Belisarda. Natural de villa de Ajofrín, pertenecía a una familia burguesa ya que su abuelo materno fue "maestro" del gremio de los tejedores de paño de la villa y, según sabemos gracias a un expediente de limpieza de sangre conservado, fue hija de Marcos Fernández e Isabel López.
En 1625, ya fuera impulsada por un amor contrariado (como parece que se puede inferir de sus versos) o por verdadera vocación religiosa, profesa en el Convento de la Santa Fe de Toledo, ubicado en los Palacios de Galiana y que perteneció a la orden de las Comendadoras de Santiago. También se ha especulado, desde la afirmación de Manuel Serrano y Sanz, sobre su pertenencia a la orden sitiada en el convento toledano de la Concepción, fundado por Beatriz de Silva, debido a unos poemas que dedica a dicha religiosa, no obstante, dedica poemas a diversas personalidades como Santa Catalina de Siena o Lope de Vega y a multitud de figuras religiosas. Siendo ya monja profesa, a los veintisiete años empezó a escribir poesías, unas religiosas y otras profanas, aunque más inspiradas estas últimas que las primeras. Fue una de las más fecundas poetas de su siglo, saliendo de su pluma, que sepamos, un total de 138 composiciones. Se conservan en un manuscrito preparado para la imprenta de hacia 1646 en la Biblioteca Nacional de Madrid, signatura ms. 7469. Este manuscrito recopila sus poemas acompañándolos de un prólogo y de un conjunto de textos preliminares en alabanza de la obra, aunque esta, finalmente, no vio la luz. El diseño de la recopilación y las opiniones vertidas en los paratextos no dejan duda sobre la voluntad de la autora de ser reconocida como escritora, aunque ocultara su nombre bajo el pseudónimo de Marcia Belisarda, que simplemente es un anagrama construido a partir de sus nombres reales. Además del juego poético de identidades, el pseudónimo parece ser un homenaje a Lope de Vega en sus Novelas a Marcia Leonarda, el poeta áureo que más tendió la mano a las mujeres escritoras.
Cultivó el romance, el villancico, las octava, las décimas, las novenas, el soneto, las ensaladas, las glosas, los elogios, las letrillas, las décimas estrambotadas... El conocimiento poético que tenía y la relación que mantenía con el panorama lírico de su época es evidente, por ejemplo, se observan rasgos del culteranismo auspiciado por Góngora en muchas de sus composiciones, siendo estas más sinceras, comprometidas y cálidas.

Algunas letrillas suyas se cantaron en la catedral de Toledo, lo que demuestra que era un talento conocido en su época. De entre sus versos destaca su Romance melancólico, en que dice:
En fin, peno, siento y callo / por no decir lo que siento, / que sólo puedo quejarme / de que quejarme no puedo. / Nacer amable es estrella, / suerte, nacer con ingenio; / pero si falta ventura  / nada es gloria y todo infierno.
Asimismo, también son destacables el que empieza "Procurad memorias tristes..." y sus Décimas muy de priesa, que anticipan el "Hombres necios que acusáis..." de Sor Juana Inés de la Cruz. La autora fue elogiada y reconocida por muchos de sus coetáneos, un franciscano anónimo en los preliminares alaba su ingenio, reivindicando su talento y constituyendo una clara defensa de las mujeres escritoras:
Ya á las damas los poderes / negaban leyes confusas / de hablar, como si las Musas / no huvieran sido mugeres; / mas hoy los altos renombres / que les gana vuestro ser, / da á entender / que aprender pueden los hombres / á escribir, de una muger...
Sus versos dejan entrever una mujer de fuerte carácter que en ningún momento intentó ocultar su condición femenina, leyendo sus poemas podemos entender que no se sintió inferior y que no quería ser sometida por un hombre, por lo que decidió que la liberase el Señor. Esta idea, expresada en tono de burla, se observa en los siguientes versos de un Romance burlesco:
Si es necio no ay quien le escuche, / si es discreto y habla bien / satiriza, ensarta y parla / dicho, hecho y por hacer. / En ninguno hallarás medio, / y si le llega á tener / y á esa quenta le dan mano,  / quiere tomarse hasta el pie. / Muy bien me parezen todos / y á todos pienso querer, / pero suxetarme á uno / libera nos Domine... 
Además, aunque destaca por su obra poética, escribió una biografía de una monja de su orden titulada Vida de la venerable madre María Bautista cuyo manuscrito, fechado en 1664, se conserva en el archivo de las Comendadoras de Santiago, en Toledo, bajo la signatura AMCS/31.

## Tabla de contenido del ms. de la BNE[4]
| Poesía de tema religioso                                        |        |
| Al Evangelista San Juan                                         | h. 6   |
| Al Señor Santiago                                               | h. 6v  |
| A Santa Clara                                                   | h. 7   |
| Al Señor Santiago, Patrón de España                             | h. 10  |
| Al Santísimo Sacramento                                         | h. 10v |
| A San Jerónimo                                                  | h. 11  |
| A la natividad de Cristo                                        | h. 11v |
| Ensalada de Navidad                                             | h. 12v |
| A Santa Teresa                                                  | h. 13v |
| A la Concepción de Nuestra Señora                               | h. 14v |
| Al Bautismo de Cristo (varias composiciones)                    | h. 15  |
| A la Asunción de Nuestra Señora                                 | h. 18  |
| A la misma fiesta de la Asunción de Nuestra Señora              | h. 18v |
| A San Clemente entre dos                                        | h. 19  |
| Descripción del martirio de San Vicente Mártir                  | h. 19v |
| Al Sudario de Cristo                                            | h. 21  |
| A la Soledad de Nuestra Señora                                  | h. 21  |
| Al expirar Cristo en la Cruz                                    | h. 21v |
| A Santa Catalina de Siena                                       | h. 22  |
| De Navidad.                                                     | h. 24v |
| A la purificación de Nuestra Señora                             | h. 25  |
| Al Señor Santiago. Patrón de España                             | h. 25v |
| A Santo Domingo                                                 | h. 29v |
| Glosa que dieron en el mismo certamen                           | h. 35  |
| Dar la razón de no morir el evangelista ni con el...            | h. 35v |
| Al evangelista en la isla de Padmos                             | h. 36  |
| Al Santísimo Sacramento en metáfora de la formada...            | h. 38  |
| Al Santísimo Sacramento                                         | h. 39  |
| Que el alma se goza, mi dulce Dueño, de miraros tan...          | h. 39v |
| A mi patrón, Santiago.                                          | h. 40v |
| A la Magdalena                                                  | h. 43  |
| A San Bernardo                                                  | h. 44  |
| Otro [A San Bernardo]                                           | h. 45  |
| Otro [A San Bernardo]                                           | h. 45v |
| Otra divina                                                     | h. 46v |
| A la Natividad vuelto de humano que queda en la plana...        | h. 48v |
| Instancia de una monja muy evangelista en día de todos los...   | h. 49  |
| A San Diego de Alcalá, logrando el estribillo                   | h. 50  |
| A la presentación de Nuestra Señora                             | h. 50v |
| A una copia devotísima del Santísimo Cristo de Burgos           | h. 51  |
| Villancico de Navidad                                           | h. 51v |
| Al bautismo de Cristo. Año de 1643                              | h. 53  |
| Romance al Niño Perdido                                         | h. 54v |
| A la purificación de Nuestra Señora                             | h. 55  |
| A la traslación de una imagen de Nuestra Señora...              | h. 55v |
| Villancico a la entrada de dos hermanas hermosas...             | h. 58v |
| Para la misma nobleza.                                          | h. 59  |
| A Santa Catalina de Siena                                       | h. 59v |
| Al Santísimo Sacramento                                         | h. 60  |
| Al Evangelista San Juan                                         | h. 61v |
| Dándome el asunto de un alma a quien Dios hacía...              | h. 63  |
| Letra al Santísimo Sacramento                                   | h. 67v |
| A Santa Catalina de Siena                                       | h. 69v |
| Otra letra a Santa Catalina de Siena                            | h. 70  |
| A la venida del Espíritu Santo. Cantóse en la Iglesia de...     | h. 70v |
| Al Santísimo Sacramento. Letra vuelta de la humana que...       | h. 71v |
| Celebrando la misa nueva un sacerdote en cuya fiesta...         | h. 72  |
| A Santa Teresa                                                  | h. 73v |
| A San Vicente Mártir logrando segunda vez la música...          | h. 76  |
| Otra volviendo la de humana divina. A Santa Catalina de...      | h. 76v |
| A la transfiguración de Cristo en el Tabor                      | h. 77  |
| A Santiago. Patrón de España                                    | h. 79v |
| Pintura de Cristo crucificado de cuyo costado salían...         | h. 82  |
| A un retrato de Nuestra Señora de Montserrat                    | h. 84  |
| De la Ascensión que se cantó en la Santa Iglesia de Sevilla     | h. 84v |
| Otro a la venida del Espíritu Santo que se cantó en la mesma... | h. 85  |
| A San Joseph                                                    | h. 85v |
| Al Señor Santiago                                               | h. 86  |
| A San Bernardo                                                  | h. 87v |
| Al Santísimo Sacramento                                         | h. 87v |

| Poesía de tema profano                                           |        |
| Décima de doña Juana de Bayllo                                   | h. 8   |
| El asunto                                                        | h. 8   |
| Respuesta mía por los consonantes mismos                         | h. 8   |
| Otro dándome el asunto                                           | h. 8v  |
| Soneto trovando uno de Lope de Vega muy celebrado                | h. 16  |
| A una dama seglar                                                | h. 17v |
| Encomendóseme la respuesta y fue por los mesmos consonantes      | h. 17v |
| Soneto a consonantes forzosos                                    | h. 18  |
| Décima                                                           | h. 19v |
| Décimas a instancia de una monja toledana cuyo amante...         | h. 23  |
| Dándome por asunto el sentimiento de una persona a vista...      | h. 23v |
| A instancia de una dama. Que lo escribe una persona por mí       | h. 24  |
| Décimas a un sujeto bizarro que perdió                           | h. 26v |
| Romance de un cortesano                                          | h. 27  |
| Mi respuesta por curiosidad por los asonantes                    | h. 27  |
| Romance melancólico                                              | h. 31  |
| Romance burlesco                                                 | h. 31v |
| Otra petición de un músico.                                      | h. 32  |
| Un estribillo de un tono decía                                   | h. 33  |
| A una gran casada a quien aborrecía su marido                    | h. 33v |
| Premio y yo sin esa golosina dije por obedecer a las religiosas  | h. 34  |
| Romance                                                          | h. 37  |
| Soneto burlesco. Alabáronme un soneto tanto que le pedí...       | h. 41v |
| Y otra humana para cantada                                       | h. 47  |
| Otra a una religiosa que lloraba sin medida la muerte de otra... | h. 48  |
| Décimas dándome el asunto                                        | h. 53v |
| Billete de chanza a unas que me llamaba su galán                 | h. 54  |
| Romance burlesco para un billete                                 | h. 56  |
| Romance burlesco a instancia de una amiga cuyo galán...          | h. 57  |
| Décimas escritas muy de prisa en respuesta de otras en que...    | h. 62v |
| Letra humana                                                     | h. 64v |
| Elogio a un libro de antinomias que escribió el doctor...        | h. 65  |
| Décimas estrambotadas para una nobleza                           | h. 69  |
| Romance para la nobleza                                          | h. 72v |
| Décimas para cantadas dándome en asunto el que las había...      | h. 74  |
| Romance muy celebrado, con razón                                 | h. 75  |
| Mi respuesta a los últimos versos                                | h. 75  |
| Décimas apoyando que los celos declarados son...                 | h. 78  |
| Persuadiendo a una dama que amase escribieron cuatro...          | h. 81  |
| Ver un galán que su dama le ofendía y por qué se quejaba...      | h. 83  |
| Letra para cantada                                               | h. 83v |
| Dándome por asunto cortarse un dedo llegando a cortar...         | h. 88  |

| Poesía laudatoria                                                |        |
| A la profesión de doña Petronila de la Palma en la...            | h. 7v  |
| A la misma                                                       | h. 8   |
| Alabando al Rvmo. Juan Pérez de Roldán la ciencia de...          | h. 9   |
| A la profesión de una monja bernarda que la hizo en día de la... | h. 14  |
| Alabando la fábula […] de don Gerardo Pantoja                    | h. 16v |
| Alabando las novelas de don P. de Paravicino                     | h. 17  |
| Al Rvmo. Padre Fray Baltasar Fernández, su provincial...         | h. 29  |
| A la muy venerable señora doña Beatriz. Fundadora del Real...    | h. 30  |
| A la venerable señora doña Beatriz de Silba, fundadora de la...  | h. 42  |
| Soneto para una novela                                           | h. 57v |
| Décimas para una novela                                          | h. 58  |
| Villancico a doña María de la Puebla profesando en la...         | h. 66  |
| A la arrebatada y lastimosa muerte de doña Ana de Briones...     | h. 67  |
| A doña Catalina de Molina profesando en el convento de San...    | h. 68  |
| A la sra. Fundadora del convento de la Concepción Real de...     | h. 79  |
| Soneto que hice en alabanza de esta glosa                        | h. 82v |
| A la profesión de una monja de San Clemente de Toledo...         | h. 86v |